# Certificações por vendas de gravação musical
As certificações por vendas de gravação musical são um sistema de certificação dado a uma gravação pela venda de certa quantidade de suas cópias. Quase todos os países seguem variações das categorias definidas pela IFPI (Federação Internacional da Indústria Fonográfica), que são nomeadas disco de ouro, disco de platina e disco de diamante (disco de prata também é usado em alguns países). O número de vendas necessárias para tais certificações pode variar de acordo com a população do território onde a gravação foi lançada. De forma geral são fornecidas certificações individuais em cada país onde a gravação foi vendida. Além disso, diferentes níveis de vendas podem existir para diferentes tipos de mídias, como álbuns, compactos (ou singles), videoclipes e DVDs.
Originalmente concedido para gravações em LP, as certificações são agora mais comumente concedidas para as vendas de discos compactos (singles). As certificações são geralmente atribuídas de forma cumulativa, sendo possível que um único álbum seja certificado como prata, ouro e platina. Quando um álbum torna-se platina, pelo menos, duas vezes, é chamado de "platina duplo" (três vezes é chamado "platina triplo"). Artistas podem ter também a certificação de platina duplo se, pelo menos, tiverem dois álbuns de platina em um mesmo território.

## História
O original prémio recorde de ouro (disco de ouro) era dado aos artistas por suas gravadoras para divulgar a conquista de 1.000.000 de cópias vendidas. O primeiro destes prémios foi dado pela RCA para Glenn Miller em fevereiro de 1942, comemorando as vendas de 1.200.000 cópias de "Chattanooga Choo Choo". Outro exemplo de um prémio da empresa é o disco de ouro concedido a Elvis Presley em 1956 para 1.000.000 de vendas do single "Don't Be Cruel". O primeiro disco de ouro por um LP foi dado pela RCA a Harry Belafonte em 1957 para o álbum Calypso (de 1956), o primeiro álbum a vender mais de 1.000.000 cópias.

## Certificações

### RIAA (vendas nos Estados Unidos)
Vários diferentes limiares têm sido utilizados em diferentes épocas e lugares para os prémios de álbuns e singles. Alguns destes foram baseados em unidades vendidas e outros sobre o valor das vendas. A designação oficial de um primeiro "disco de ouro" (gold record, em inglês) foi feita pela RIAA sendo dada para os singles em 1958; a RIAA também registou o termo "gold record" nos Estados Unidos da América. Em 14 de março de 1958 a RIAA certificou o single de Perry Como, "Catch a Falling Star", como a seu primeira gravação de ouro, e a banda sonora Oklahoma! foi certificada como o primeiro disco de ouro, quatro meses depois. Em 1976, a RIAA introduziu a certificação de platina, sendo os primeiros prémios concedidos a "Disco Lady", single de Johnnie Taylor  e Their Greatest Hits (1971–1975), álbum da banda Eagles.
Tal como em muitos prémios e rankings da indústria da música, a medida é baseada geralmente em transferências de atacado para todos os tipos de comércio, não em vendas no varejo ou transações financeiras. Isso significa que um prêmio ou ranking para um novo lançamento reflete as expectativas de um distribuidor para o álbum e seu poder de mercado.
Certificações já não se aplicam apenas a mídia física, e agora estão sendo premiadas canções usadas de diferentes maneiras. Em junho de 2006, a RIAA certificou 84 canções como vencedores de ouro em download de ringtones, 40 de platina e 4 "multi-platina" (dupla ou tripla). Recentemente nos Estados Unidos e no Brasil  estão sendo classificadas também as vendas legais de gravações pela Internet.

### Certificação IFPI (vendas na Europa)
A Federação Internacional da Indústria Fonográfica (IFPI), concede o prémio IFPI Platinum Europe Award para os álbuns com mais de um milhão de vendas na Europa e, desde outubro de 2009, no Oriente Médio. Multi-platina Europe Award é concedido para vendas em subsequentes múltiplos de um milhão. O prémio, que foi inaugurado em 1996, não se restringe aos artistas do continente europeu. Tempo não é um fator para um álbum ser de platina.

### Certificação Pro-Música (vendas na Brasil)
No Brasil, a entidade que emite certificações é a Pro-Música Brasil (PMB), outrora conhecida como Associação Brasileira dos Produtores de Discos (ABPD). Até janeiro de 2004, a APDM concedia certificados de "disco de ouro", "disco de platina" e "disco de diamante" para 100 mil, 250 mil e 1 milhão de cópias vendidas respectivamente. O parâmetro foi reduzido para 50 mil (ouro), 100 mil (platina) e 500 mil (diamante) cópias vendidas e, finalmente, para os patamares atuais de 40 mil (ouro), 80 mil (platina) e 300 mil cópias (diamante).

### Certificações nas Plataformas Digitais
Na era do streaming, as distribuidoras e os selos fonográficos estão de olho nos números dos seus artistas para também poder dar esse reconhecimento aos que se destacam em meio ao mar de músicas que são publicadas diariamente nas plataformas digitais. De acordo com uma tabela disponibilizada pela ONErpm, para um artista alcançar o disco de ouro, por exemplo, ele precisa ter pelo menos 20 milhões de streams no seu single ou álbum. Para entender a conta, basta somar o volume de streams em todas as plataformas que a música foi adicionada (áudio e vídeo). Comparativamente, o número é bem maior do que o usado para discos físicos.
Tabela dos números para as plataformas digitais:
Ouro – 20.000.000 streams
Platina – 40.000.000 streams
Platina Duplo – 80.000.000 streams
Platina Triplo – 120.000.000 streams
Diamante – 150.000.000 streams
Diamante Duplo – 300.000.000 streams
Diamante Triplo – 450.000.000 streams